# Alliopsis arelate
Alliopsis arelate este o specie de muște din genul Alliopsis, familia Anthomyiidae. A fost descrisă pentru prima dată de Walker în anul 1849. Conform Catalogue of Life specia Alliopsis arelate nu are subspecii cunoscute.